# کریستینا رز
تریسی کوئین پرز، با نام هنری کریستینا رز (زاده سن دیگو، کالیفرنیا، ۱۴ آوریل ۱۹۸۴)، یک بازیگر پورنوگرافی آمریکایی است.

## حرفه
اولین کار او در صنعت پورن به زمانی که ۱۸ ساله بود بازمی‌گردد، او در بخش خدمات مشتریان یک سایت پورنوگرافی و شرکت تولیدی بود اما این شرکت بعد از مدتی انتقال یافت و او موقعیت خود را از دست داد. از آنجایی که حرفه او مربوط به صنعت پورن بود، شغل بعدی او دستیار عکاس بود و همین موضوع باعث شد که او به جلوی دوربین برود اما او تا قبل از ۲۳ سالگی مدلینگ را شروع نکرد.
او در سال ۲۰۰۷ در فیلم‌های بزرگسالان حاضر شد و از آن زمان تاکنون در بیش از ۹۰۰ فیلم پورنوگرافی ظاهر شده‌است.
او اولین صحنه مقعدی خود را در فیلم کریستینا رز: دختر کثیف که محصول سال ۲۰۰۸ به تهیه کنندگی الگانت انجل بود، اجرا کرد.